# John Brumby
John Mansfield Brumby (21 d'abril de 1953) és un polític del partit laborista australià, Membre de l'Assemblea Legislativa i l'anterior Premier de Victòria (2007-2010). Va arribar a ser Premier després de la dimissió de Steve Bracks. També es va exercir com a ministre d'Afers dels Veterans i com a ministre d'Afers Multiculturals. Ell va participar en la seva primera elecció com a Primer Ministre en les eleccions de l'estat victorià del novembre del 2010. El seu govern va ser derrotat per la Coalició Lliberal/Nacional encapçalada per Ted Baillieu. El 30 de novembre, Brumby va anunciar que dimitia com a líder laborista a Victòria, i que el Partit del Treball parlamentari es reunirà el 3 de desembre per triar un nou líder i el ministeri en l'ombra.